# Altamira, Pará
Altamira är en stad och kommun i norra Brasilien och ligger i delstaten Pará. Centralorten är belägen vid Xingufloden och hade cirka 80 000 invånare vid folkräkningen 2010. Kommunen täcker ett område på cirka 160 000 km², vilket gör den till landets största kommun till ytan.

## Administrativ indelning
Kommunen var år 2010 indelad i två distrikt:
- Altamira
- Castelo dos Sonhos